# Veneer (album)
Veneer – debiutancki album szwedzkiego barda młodego pokolenia Joségo Gonzáleza, który ukazał się w 2003 roku w Szwecji, a dwa lata później w reszcie krajów europejskich i w Stanach Zjednoczonych. Na płycie są kompozycje Gonzáleza oraz cover zespołu The Knife, czyli Heartbeats, który przyniósł sławę artyście dzięki wyjątkowej interpretacji (plus ciepły głos wokalisty, tonowana gra na gitarze klasycznej), jak również w wyniku wykorzystania jego wykonania w reklamie telewizyjnej „z piłeczkami”. Na dodatkowej płycie w edycji specjalnej albumu jest m.in. przeróbka piosenki „Hand On Your Heart” Kylie Minogue i cover „Love Will Tear Us Apart” Joy Division.

## Lista utworów

### Wersja podstawowa (CD1)
| 1.  | „Slow Moves”              | 2:52  |
|     |                           |       |
| 2.  | „Remain”                  | 3:46  |
|     |                           |       |
| 3.  | „Lovestain”               | 2:17  |
|     |                           |       |
| 4.  | „Heartbeats”              | 2:40  |
|     |                           |       |
| 5.  | „Crosses”                 | 2:43  |
|     |                           |       |
| 6.  | „Deadweight on Velveteen” | 3:27  |
|     |                           |       |
| 7.  | „All You Deliver”         | 2:20  |
|     |                           |       |
| 8.  | „Stay in the Shade”       | 2:23  |
|     |                           |       |
| 9.  | „Hints”                   | 3:52  |
|     |                           |       |
| 10. | „Save Your Day”           | 2:30  |
|     |                           |       |
| 11. | „Broken Arrows”           | 1:58  |
|     |                           |       |
|     |                           | 30:48 |
|     |                           |       |

### CD2 („Special Edition”)
| 1. | „Storm”                   | 2:51  |
|    |                           |       |
| 2. | „Love Will Tear Us Apart” | 3:07  |
|    |                           |       |
| 3. | „Suggestions”             | 2:42  |
|    |                           |       |
| 4. | „Down the Hillside”       | 2:22  |
|    |                           |       |
| 5. | „Sensing Owls”            | 3:15  |
|    |                           |       |
| 6. | „Hand On Your Heart”      | 3:51  |
|    |                           |       |
| 7. | „Intr.”                   | 6:14  |
|    |                           |       |
|    |                           | 24:22 |
|    |                           |       |